# Hideg Gábor
Hideg Gábor (Békéscsaba, 1962. március 3. –) magyar közgazdász, politikus, országgyűlési képviselő.

## Életpályája

### Iskolái
1980–1985 között a Marx Károly Közgazdaságtudományi Egyetem hallgatója volt.

### Pályafutása
1985–1992 között a Dél-alföldi Tégla- és Cserépipari Vállalatnál dolgozott, 1986–1989 között gazdasági vezetője volt. 1989–1992 között a Jamina Tégla- és Cserépgyártó Leányvállalat gazdasági igazgatója volt. 1992-ig a Dél-alföldi Gazdasági Kamara titkára volt. 1994-től az Alföldi Porcelángyár (Villeroy&Boch) ügyvezető igazgatója.

### Politikai pályafutása
1988–1989 között az MSZMP tagja volt. 1990-től az MSZP tagja. 1992-ben országgyűlési képviselőjelölt volt. 1992–1993 között az MSZP Békés megyei elnöke volt. 1994-ben országgyűlési képviselő (Békés megye) volt.

## Családja
Szülei: Hideg András és Tóth Magdolna voltak. 1990-ben házasságot kötött Gulyás Renátával. Egy lányuk született: Henrietta (1990).